# Pandiaka welwitschii
Pandiaka welwitschii là loài thực vật có hoa thuộc họ Dền. Loài này được (Schinz) Hiern mô tả khoa học đầu tiên năm 1900.